# NGC 6654A
NGC 6654A is een balkspiraalstelsel in het sterrenbeeld Draak. Het hemelobject werd op 11 september 1883 ontdekt door de Amerikaanse astronoom Lewis A. Swift.

## Synoniemen
- UGC 11332
- IRAS 18406+7331
- MCG 12-17-29
- ZWG 341.4
- ZWG 340.53
- KAZ 212
- PGC 62207